# Jean Payen de Boisneuf
Jean Payen de Boisneuf (1738-1815), fue un ex soldado y rico terrateniente francés, con propiedades en la isla de Saint-Domingue y en Touraine, cuando fue elegido diputado de la alguacilazgo de Touraine para los Estados Generales de 1789.

### Diputado de los Estados Generales y de la Asamblea Constituyente
Jean Payen de Boisneuf fue elegido, el 24 de marzo de 1789, diputado del Tercer Estado a los Estados generales por la alguacilazgo de Touraine, con 99 votos de un total de 162 votos.
Estuvo presente en el Juramento del juego de palma, luego se convirtió en miembro del Comité Colonial. El 26 de abril de 1790, fue uno de los nuevos miembros del comité de investigación, con: Poulain de Corbion, Abbé Joubert, de Pardieu, Ledéan , Voidel, Cochon de l'Apparent, Verchère de Reffye, Rousselet , de Macaye, De Sillery, Babey.
Miembro del Club Feuillants, fue muy amigo de Moreau de Saint-Méry, como él, defendió la esclavitud, en particular el 28 de abril de 1791, interviene para subrayar el impacto negativo causado por la declaración de los derechos del hombre sobre los colonos de Santo-Domingo.